# 백화산 (충북/경북)
백화산(白華山)은 대한민국 경상북도와 충청북도의 경계에 있는 산으로 문경시/괴산군과 상주시/영동군에 동명의 다른 산이 2개 있다.

## 괴산군과 문경시의 백화산
충청북도 괴산군과 경상북도 문경시의 백화산은 괴산군 연풍면 분지리와 경상북도 문경시 마성면 성내리에 걸쳐 있는 높이 1,063 m의 산이다. 이 산은 백두대간이 지난다.

## 상주시와 영동군의 백화산
경상북도 상주시와 충청북도 영동군의 백화산은 북동-남서 방향으로 거대한 산줄기를 형성하고 있어 과거 지도에서는 백화산맥이라는 명칭을 사용하기도 했으나 현재는 더 이상 사용하지 않는다. 백화산맥 자체는 중생대 백악기의 화성암인 장석반암으로 구성되며 주변에는 영동 분지의 퇴적암 지층 영동층군이 분포한다. 백화산맥의 능선부에 해당하는 장석반암 지대는 주변의 퇴적암보다 풍화 침식에 강하며 평균고도 468 m에 평균경사는 31도이다.

## 같이 보기
- 한국의 산
- 백두대간